# Horváth Károly (főjegyző)
Mérai Horváth Károly (Alsózsolca, 1812. december 18. – Budapest, 1893. május 19.) városi főjegyző, ügyvéd és országgyűlési képviselő.

## Élete
Alsózsolcán született, ahol apja, felsőmérai Horváth György – más források szerint Gábor – református lelkész volt 30 évig (14 gyermeke közül tíz érte meg a felnőttkort). Horváth Károly iskoláit 1818-ban a miskolci református líceumban kezdte és ott a gimnáziumi és bölcseleti tanfolyamot bevégezve, 1831-ben joghallgatónak Debrecenbe ment. 1833-ban báró Vay Miklós királyi táblai bíró meghívta gyermekei mellé nevelőnek Pozsonyba, s királyi táblai gyakorlat végett ezen főúr családjánál maradt az országgyűlés berekesztése után is Pesten 1838 végeig; ez idő alatt 1837-ben ügyvédi vizsgát tett. Az 1839. évi országgyűlés megnyíltával ismét Pozsonyba ment. 1840-ben a dunántúli megyéket járta be; azután külföldre ment és Németország nagy részét beutazván, Párizsban, Svájcban és Felső-Olaszországban járt, és nyolc havi utazás után tért haza Pestre. Ekkor kezdte ügyvédi pályáját, melyet 1848-ig folytatott. A királyi városok ekkor újból történt rendezésekor Pesten tanácsjegyzővé választatott. 1849-ben a Windischgrätz által kiküldött császári biztos őt több társával együtt hivatalából elmozdította; április 24-én a magyar kormány ismét visszahelyezte hivatalába. Haynau bevonulásakor kényszerült elhagyni Budapestet, ahová csak 1850-ben tért vissza; 1851-ben haditörvényszék elé állították és 1854. május 4-én halálra, kegyelem útján pedig két évi várfogságra ítélték; Josephstadtban öt nap híján ülte le fogságát, midőn kegyelmet nyert és Pestre jött. Az ügyvédi gyakorlatot 1858-ig nem engedték meg számára.
1861-ben Pest városa törvényszerű tisztújításán egyhangúlag városbírájának választotta, mely hivatalát az alkotmányos tisztikar visszalépéséig 1861. november 30-án viselte. Az 1865. december 10-re egybehivatott országgyűlésre Pest-Ferencváros kerület megválasztotta képviselőnek. Mindig buzgó és tevékeny részese volt a közéletnek, úgy a főváros törvényhatósági bizottságában, valamint az ügyvédi karban, ahol előbb az ügyvédi egyletnek, 1869. január 31-től, később a kamarának elnöke volt 1878-ban betegeskedése miatt egészen a magánéletbe vonult vissza.
Az ő tollából kerültek ki az 1848-49-ben Pest városának lelkes kiáltványai. Cikkei a Jogtudományi Közlönyben (1867. Felhivás a magyar ügyvédi karhoz); a Fővárosi Lapokban (1890. Pesti reminiszcenciák 1848-49-ből.), országgyűlési beszédei a Naplókban jelentek meg.

## Munkái
- Hortensia grófnő. Franczia regény Méry után ford. Pest, 1843. (Külföldi regénytár, kiadja a Kisfaludy-Társaság XVII. XVIII.)
- A nemzeti őrsereg szolgálati s rendszabályai. Javaslatkint és ideiglenesen kiadta... Pest, 1848.
- Közjegyzői intézményünk és a közjegyzői törvény módosítása tárgyában készült törvényjavaslat. Bpest, 1884. (Különnyomat a Nemzetből.)